# نيقولا لويس دو لاكاي
نيكولا لويس دو لاكاي هو عالم فلك فرنسي (28 ديسمبر 1713 - 21 مارس 1762). وقد يكون تاريخ ولادته المذكور هنا هو تاريخ تعميده، إذ يتم تعميد الأطفال عادة في اليوم الذي ولدوا فيه. وقد تم التشكيك في التاريخ الميلادي التقليدي لـ 15 مارس 1713 بسبب العديد من الرضع في الكنيسة الرومانية الكاثوليكية الذين تم تعميدهم في يوم ولادتهم في القرنين الـ17 والـ18.

## روابط خارجية
- نيقولا لويس دو لاكاي على موقع الموسوعة البريطانية (الإنجليزية)
- نيقولا لويس دو لاكاي على موقع إن إن دي بي (الإنجليزية)